# PaTreVe

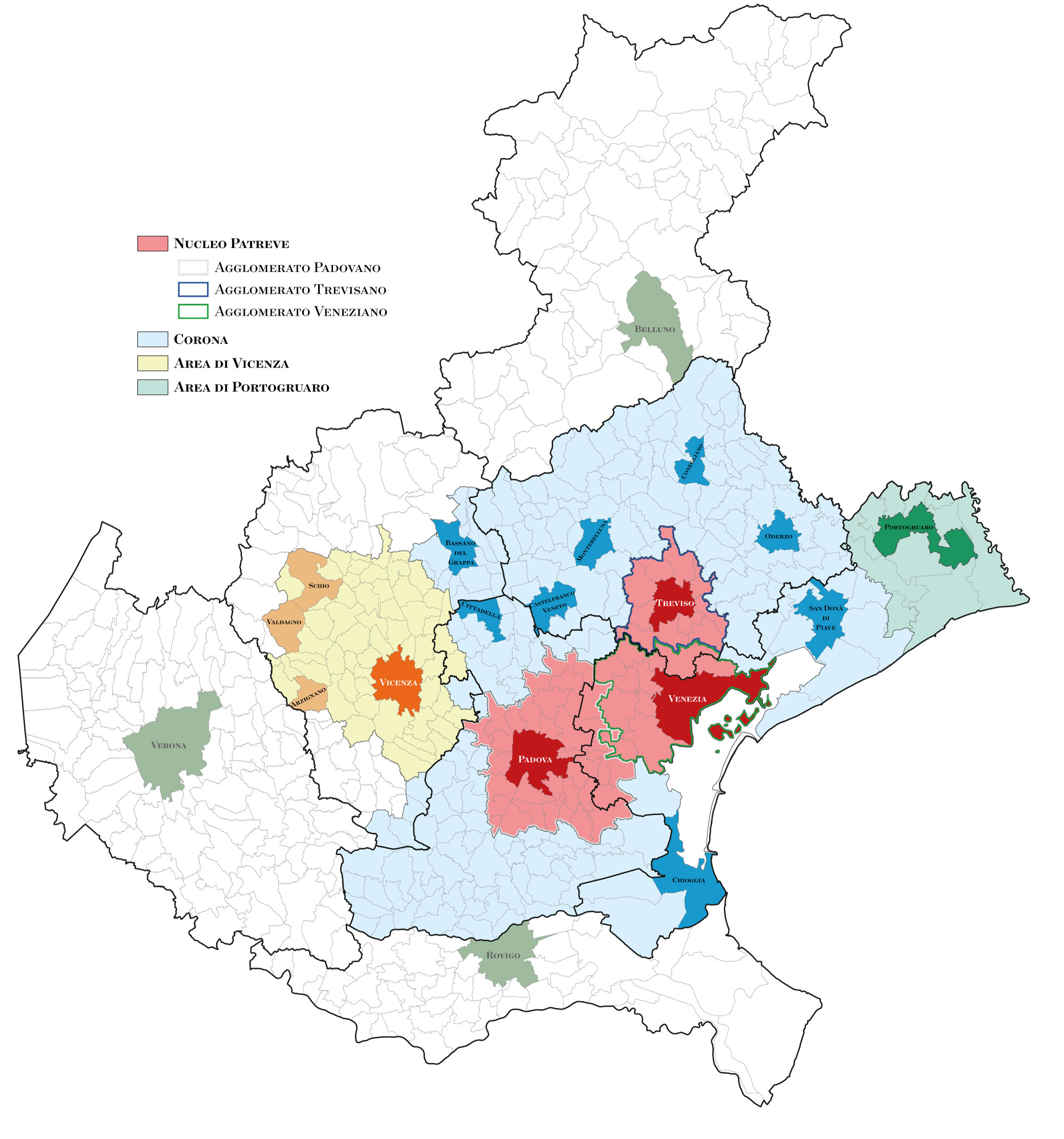
Area Metropolitana di Patreve

Con il nome di PaTreVe si intende l'area metropolitana che comprende le aree urbane di Padova, Treviso e Venezia, le quali crescendo di anno in anno sono ormai giunte a formare un unico soggetto urbano. In totale essa presenta una popolazione di circa 2,7 milioni di abitanti.
|                           | Abitanti  |
| ------------------------- | --------- |
| Agglomerato Padovano      | 645 888   |
| Padova (città)            | 211 316   |
| Albignasego               | 26 278    |
| Vigonza                   | 23 035    |
| Selvazzano Dentro         | 22 964    |
| Abano Terme               | 20 265    |
| Piove di Sacco            | 20 086    |
| Agglomeramento Trevigiano | 226 545   |
| Treviso (città)           | 84 999    |
| Paese                     | 22 068    |
| Mogliano Veneto           | 27 768    |
| Agglomeramento Veneziano  | 483 058   |
| Venezia (città)           | 259 297   |
| Mira                      | 38 421    |
| Spinea                    | 27 984    |
| Mirano                    | 27 350    |
| Martellago                | 21 559    |
| Corona metropolitana Nord | 1 077 769 |
| Bassano del Grappa        | 42 871    |
| San Donà di Piave         | 41 843    |
| Conegliano                | 35 231    |
| Castelfranco Veneto       | 33 507    |
| Montebelluna              | 31 380    |
| Vittorio Veneto           | 28 148    |
| Jesolo                    | 26 563    |
| Oderzo                    | 20 659    |
| Cittadella                | 20 161    |
| Corona metropolitana Sud  | 315 160   |
| Chioggia                  | 49 259    |
| Monselice                 | 17 501    |
| Este                      | 16 280    |
| TOTALE                    | 2 748 420 |